# 孫一俊
孫一俊（1549年—？），字應章，號康宇，浙江湖州府長興縣人，民籍，明朝政治人物。

## 生平
隆庆四年（1570年）庚午科應天府鄉試第一百四十三名，萬曆八年（1580年）庚辰科會試第二百四十二名，登三甲第八十六名進士。都察院觀政，本年授直隸武進縣知縣，丁憂归乡。後被降杂职。萬曆十四年（1586年）致仕。

## 家族
曾祖孫湘；祖父孫鑰，庠生；父孫霁鵬，庠生。母李氏；前母張氏。